# Pinko Pinko
Pinko Pinko (1992-1997) var ett svenskt indiepopband från Göteborg som nådde viss framgång i indiekretsar i mitten av 1990-talet. Bland influenserna kan nämnas David Bowie, The Smiths, Madness och XTC. Bröderna Johan och PG Wallnäs spelar numera [när?] i bandet Dub Sweden. Pinko Pinkos skivor gavs ut av Umeåbolaget North Of No South Records.

## Medlemmar
- PG Wallnäs (sång, gitarr)
- Jens Åkesson (trummor)
- Edvin Wallnäs (sång, bas)
- Erik Lindblom (gitarr)
- Svante Sjöstedt (gitarr)

## Diskografi

### Demos (somBeetroots)
- 1992 Bang On The Beetroot
- 1993 Blast
- 1993 Trivialities
- 1994 With Flying Colours

### Album
- 1994 True Modern Boy
- 1995 Fashion Is Your Only Culture
- 1996 Traffic

### Singlar
- 1996 Nosebleed
- 1997 Cheekbone